# Вайльхайм (Баден)
Вайльхайм (нем. Weilheim) — община в Германии, в земле Баден-Вюртемберг.
Подчиняется административному округу Фрайбург. Входит в состав района Вальдсхут. Население составляет 3067 человек (на 31 декабря 2010 года). Занимает площадь 35,64 км².